# Eilema inducta
Eilema inducta är en fjärilsart som beskrevs av Walker 1864. Eilema inducta ingår i släktet Eilema och familjen björnspinnare. Inga underarter finns listade i Catalogue of Life.